# Scorpaena papillosa
Scorpaena papillosa behoort tot het geslacht Scorpaena van de familie van schorpioenvissen. Deze soort komt voor in de Indische Oceaan en het westen van de Grote Oceaan met name Zuid-Australië en Nieuw-Zeeland op diepten van 5 tot 50m. De soort kan een lengte bereiken van 30 cm. De vis is giftig.